# Fiat Fullback
La Fiat Fullback è un pick-up medio-grande con telaio a longheroni, risultato di un accordo di collaborazione tra il costruttore italiano FIAT e il giapponese Mitsubishi, firmato nel 2014. Si tratta di una rebadge (rimarchiamento) della quinta serie del Mitsubishi L200 e viene prodotta dal fine 2015 nello stabilimento tailandese di Laem Chabang dalla Mitsubishi Motors Thailand.
Fiat Professional la commercializza come Fullback (ruolo di un giocatore nel football americano e l'estremo nel rugby) per il mercato EMEA (Europa, Medio Oriente ed Africa) ed è stata presentata in anteprima al Dubai International Motor Show il 10 novembre 2015. Questo modello viene commercializzato sui mercati mediorientali a partire dal 2017 con il nome di RAM 1200, affiancandosi al più grande RAM 1500 nei listini del marchio americano.
Nel fine 2018, Richard Chamberlain direttore di Fiat Professional, dichiara che la produzione è stata sospesa a causa dei bassi volumi di vendita e dell’entrata in vigore nel settembre dello stesso anno della normativa anti-inquinamento Euro 6D-Temp.

## Mercati di vendita
La Fullback è venduta solo nei mercati EMEA poiché nel mercato sudamericano FIAT produce già una gamma di pick-up, peraltro non esportati altrove; si tratta del Fiat Strada (di piccole dimensioni derivato dalla Fiat Palio) e del Fiat Toro (di dimensioni simili al Fullback ma basato sul telaio monoscocca della Jeep Renegade con impostazione più automobilistica). Essendo un rebadge del Mitsubishi L200, le modifiche riguardano solo la calandra frontale e alcune rifiniture interne specifiche per il modello, oltre alle personalizzazioni curate dalla Mopar.
Le Fullback destinate al mercato europeo sono commercializzate in versione a trazione posteriore 4x2 o integrale 4x4 con un motore diesel Mitsubishi DI-D in alluminio da 2,4 litri disponibile in due varianti di potenza da 150 e 180 CV.
Sui mercati del Medio Oriente e dell'Africa il modello sarà commercializzato nella versione 4x2 con un motore a benzina da 2,4 litri con 16 valvole sempre Mitsubishi con 132 CV e a gasolio da un 2,5 litri in due versioni di potenza da 110 e 178 CV.
Come la maggior parte dei suoi concorrenti, la Fullback offre una gamma completa composta da quattro configurazioni: "Single Cab", "Extended Cab", "Double Cab" e "Frame" e tre livelli di allestimento. Tutte le versioni hanno la stessa altezza (1780 mm), larghezza (1815 mm) e passo (3000 mm); la lunghezza varia a seconda della configurazione: 5155 mm per la versione "Single Cab", 5275 millimetri per la versione a cabina "estesa" e 5285 millimetri per i pick-up a "doppia cabina".